# Église Saint-Ladislas de Kőbánya
L'église Saint-Ladislas de Kőbánya (Szent László Kőbányai plébániatemplom) est une église catholique romaine de Budapest située dans le quartier de Kőbánya sur Szent László tér.